# Kartal-völgyi-patak
A Kartal-völgyi-patak a Gödöllői-dombságban ered, Kartal északkeleti határában, Pest vármegyében, mintegy 130 méteres tengerszint feletti magasságban. A patak forrásától kezdve délkeleti-déli irányban halad, majd Jászfényszarunál éri el a Zagyvát.
A Kartal-völgyi-patak vízgazdálkodási szempontból a Zagyva Vízgyűjtő-tervezési alegység működési területét képezi.

## Part menti települések
- Kartal
- Kerekharaszt
- Hatvan
- Boldog